# Barolo (Piemont)
Barolo (piemontiul: Bareul vagy Bareu) település Olaszországban, Piemont régióban, Cuneo megyében. Lakosainak száma 638 fő (2023. január 1.). Barolo Castiglione Falletto, La Morra, Monforte d’Alba, Narzole és Novello községekkel határos.

## Népesség
A település népessége az elmúlt években az alábbi módon változott:
| Lakosok száma | 713  | 711  | 638  |
|               | 2017 | 2018 | 2023 |